# TRIMprob
TRIMprob（トリンプロブ、英語: Tissue Resonance InterferoMeter Probe, 組織共鳴干渉探査装置）とは、電磁波を利用して生体内の腫瘍を検出する方法である。

## 概要
外観は30cmくらいの長さの棒で内部に発信機、アンテナ、受信機が備えられ、被験者に400MHzから1350MHzの高周波の電磁波を照射して、電磁波が腫瘍組織に照射されると、腫瘍は約400MHzで共振し、TRIMprobが発する信号との干渉が起きることを利用して診断する。コンピューターは一連のアルゴリズムにより、腫瘍の有無を判定する。
イタリアのトリノのガリレオ・アヴィオニカ（現セレックスガリレオ）で物理学者のClarbruno Vedruccioによって地雷などの埋設された爆発物を検出する目的の研究の過程で発明され、開発された。

## 原理
腫瘍は規則性が低く、まとまりに欠け、結合力の弱い状態にある場合、TRIMprobの発する400MHzから1350MHzの電磁波で共振して干渉が起きるとされる。

## 信頼性
腫瘍が電磁波で検出されるにはある程度の大きさが必要なため、初期の段階で検出する事は困難で、信頼性を高めるためにも他の検査手法を併用する事が望ましいとされる。

## 文献
- Vedruccio, Clarbruno, and Carla Ricci Vedruccio. "Non invasive radiofrequency diagnostics of cancer. The Bioscanner—Trimprob technology and clinical applications." Journal of Physics: Conference Series. Vol. 329. No. 1. IOP Publishing, 2011.
- Tubaro, Andrea, et al. "The electromagnetic detection of prostatic cancer: evaluation of diagnostic accuracy." Urology 72.2 (2008): 340-344.
- Gervino, G., et al. "Diagnosis of bladder cancer at 465 MHz." Electromagnetic biology and medicine 26.2 (2007): 119-134.
- Gokce, Ozgur, et al. "Tissue Resonance Interaction Method (TRIMprob) has the potential to be used alongside the recognized tests in the screening protocols for prostate cancer." International journal of urology 16.6 (2009): 580-583.